# Hillbilly Elegy (livro)
Hillbilly Elegy: A Memoir of a Family and Culture in Crisis é um livro autobiográfico de 2016 de JD Vance sobre os valores dos Apalaches da sua família do estado do Kentucky e os problemas socio-económicos da sua cidade natal, Middletown, Ohio,  onde os seus avós maternos se mudaram quando eram jovens.
O livro foi adaptado para o filme Hillbilly Elegy em 2020, dirigido por Ron Howard e estrelado por Glenn Close e Amy Adams.
Vance descreve sua educação e antecedentes familiares enquanto crescia em Middletown, Ohio, uma pequena cidade entre Cincinnati e Dayton. Ele escreve sobre o seu histórico familiar de pobreza e trabalho manual e compara a sua vida no contexto rural com a sua perspectiva após deixá-la.
Vance nasceu e foi criado em Middletown, onde a sua  família materna se mudou após a Segunda Guerra Mundial do condado de Breathitt, Kentucky. Vance afirma que a cultura dos Apalaches valorizava características como lealdade e patriotismo, apesar da violência familiar e abuso verbal. Vance relata o alcoolismo dos seus avós, bem como a história de dependência de drogas e relacionamentos fracassados da sua mãe. Os avós de Vance reconciliaram-se e mais tarde encarregaram-se da sua educação. A sua avó severa, mas dedicada, encorajou -o, o que o levou a concluir a sua licenciatura na Ohio State University e a formar-se em direito pela Yale Law School.
No seu relato pessoal, Vance responsabiliza a sua família e a população rural local pelos seus próprios infortúnios. Vance declara que a cultura hillbilly promove a desintegração social e a insegurança económica nos Apalaches. Ele cita experiências pessoais de quando trabalhava como caixa de supermercado onde via beneficiários da segurança social a conversar ao telefone, mas não tinha dinheiro para comprar um.
O desdenho de Vance para com aqueles que aparentavam beneficiar com o desrespeito pelas regras enquanto ele passava dificuldades é apresentada como uma justifição geral para a alteração política dos Apalaches, que tradicionalmente votava nos democratas, para uma afiliação republicana. Vance conta episódios que destacam a falta de ética de trabalho da população local, incluindo um episódio de um homem que se demitiu do emprego após expressar desagrado com seu horário de trabalho, bem como a de um colega com uma namorada grávida que faltava ao trabalho.

## Publicação
Em julho de 2016, Hillbilly Elegy tornou-se popular devido a uma entrevista de Vance no The American Conservative. O volume de utilizadores desativou temporáriamente o site. A meio de agosto, o The New York Times declarou que o título permaneceu entre os dez mais vendidos da Amazon desde a publicação da sua entrevista.
A editora é uma subsidiária da News Corp.
Vance creditou a sua professora de direito contratual de Yale, Amy Chua, como a "madrinha autoral" do livro, devido ao fato de ela o ter persuadido a escrever um livro de memórias.

## Reações

### Recepção critica
O livro alcançou o topo da lista de livros mais vendidos do The New York Times em agosto de 2016 e em janeiro de 2017.
O colaborador e bloguer conservador americano Rod Dreher expressou admiração por Hillbilly Elegy, dizendo que Vance "tira conclusões... que podem ser difíceis para algumas pessoas. Mas Vance conquistou o direito de fazer estes julgamentos. Esta era a vida dele. Ele fala com autoridade que foi conquistada com muito esforço." No mês seguinte, Dreher publicou online teorias acerca da razão liberais adoraram o livro. O colunista do New York Post e editor do Commentary John Podhoretz descreveu o livro como um dos mais provocativos do ano.
O livro foi recebido positivamente por conservadores, como a colunista da National Review Mona Charen, e o editor da National Review e colunista do Slate Reihan Salam. Por outro lado, outros jornalistas criticaram Vance por usar a sua limitada experiência pessoal num subúrbio de Ohio para generalizar o ambiente político americano. Jared Yates Sexton, do Salon, criticou Vance pela sua "retórica prejudicial" e por defender políticas usadas para "ridicularizar os pobres". Ele contrapõe que Vance “desconsidera totalmente o papel que o racismo desempenhou na oposição da classe trabalhadora branca ao presidente Obama”. Sarah Jones do The New Republic chamou Vance como "o falso profeta da América Azul", descartando-o como "um guia erróneo para este mundo" e o livro como pouco mais que "uma lista de mitos sobre recipientes de segurança social representados como uma generalização sobre a classe trabalhadora branca."
O historiador Bob Hutton descreveu na Jacobin que o argumento de Vance baseia-se numa lógica circular e na eugenia, ignorando os estudos já existentes sobre a pobreza na região dos Apalaches e era "principalmente um projeto de autocongratulação". Sarah Smarsh do The Guardian observou que "a maioria dos brancos oprimidos não são protestantes conservadores do sexo masculino dos Apalaches" e questionou as generalizações de Vance sobre a classe trabalhadora branca a partir da sua limitada experiência pessoal.
O New York Times publicou que o confronto de Vance com um tabu social foi admirável, independentemente do leitor concordar com as suas conclusões. O jornal escreveu que o tema de Vance é o desespero, e que o argumento utilizado por Vance foi mais generoso, pois culpa o fatalismo e o desamparo aprendido, em vez da indolência.
Um relatório do Brookings Institution de 2017 observou que Hillbilly Elegy tornou-se um best-seller nacional pelo seu retrato cru e emocional de crescer dentro e, eventualmente, fora de uma comunidade rural pobre e com problemas de dependência de drogas e instabilidade." O relato de Vance confirmou de forma anedótica a conclusão do relatório de que a estabilidade familiar é essencial à mobilidade ascendente.
O livro provocou uma resposta na forma de uma antologia: Appalachian Reckoning: A Region Responds to Hillbilly Elegy, editada por Anthony Harkins e Meredith McCarroll. Os ensaios do livro criticam Vance por fazer generalizações exageradas e reproduzir mitos sobre a pobreza.
Numa entrevista com o Süddeutsche Zeitung em julho de 2023, o chanceler alemão Olaf Scholz chamou o livro "uma história pessoal muito comovente de como um jovem com poucas condições eventualmente se orienta". Scholz disse que o livro o levou às lágrimas, mas que ele considerou as posições que Vance mais tarde assumiu como "trágicas".

### Relação com Donald Trump
Uma das principais razões para a popularidade generalizada de Hillbilly Elegy após a sua publicação em 2016 foi o seu papel em explicar a ascensão de Donald Trump ao topo do Partido Republicano. Em particular, pretendia explicar a razão pela qual os eleitores brancos da classe trabalhadora se sentiram atraídos por Trump como líder político. O próprio Vance comentou sobre como seu livro fornece uma perspectiva sobre o porquê de um eleitor do grupo demográfico “hillbilly” apoiar Trump.
Embora não mencione Trump no livro, Vance criticou abertamente o ex-presidente durante a discussão das suas memórias em entrevistas após o lançamento. Vance voltou atrás nestes comentários quando se juntou à corrida para o Senado dos EUA em 2022, em Ohio, e mais tarde apoiou abertamente Trump. Em julho de 2024, Vance foi escolhido por Trump para ser seu companheiro de campanha na Convenção republicana para as eleições presidenciais de 2024 nos EUA.

### Atenção renovada
Após Vance ser anunciado como companheiro de campanha de Trump em 2024, as vendas do livro e a audiência do filme na Netflix aumentaram dramaticamente.
Em julho de 2024, um post amplamente compartilhado no site de média social Twitter afirmou que uma passagem em Hillbilly Elegy descrevia Vance tendo relações sexuais com uma luva de borracha presa entre as almofadas de um sofá. A Associated Press divulgou uma verificação de fatos intitulada "Não, JD Vance não fez sexo com um sofá" em 24 de julho de. No entanto, posteriormente retirou-a em julho devido ao fato de não existirem provas de que realmente ele não fez sexo com um sofá.
Em julho de 2024, o livro foi censurado na China no WeChat.

## Adaptação cinematográfica
Uma adaptação cinematográfica foi lançada em alguns cinemas selecionados nos Estados Unidos em 11 de novembro de 2020 e foi de seguida lançada digitalmente na Netflix em 24 de novembro. O filme foi dirigido por Ron Howard e estrelado por Glenn Close, Amy Adams, Gabriel Basso e Haley Bennett. Embora algumas filmagens tenham sido feitas no cenário do livro em Middletown, Ohio, grande parte  destas foram feitas no verão de 2019 em Atlanta, Clayton e Macon, na Geórgia usando o nome código "IVAN".